# Cibona Zagreb
El Cibona de Zagreb, denominado oficialmente KK Cibona (Košarkaški klub Cibona), es un club de baloncesto croata de la ciudad de Zagreb. Actualmente participa en la Liga de Croacia, en la Liga Adriática y en la Euroliga. Su cancha de juego es el Dražen Petrović Basketball Hall, con capacidad para 5.400 espectadores.

## Historia
Fue fundado en 1946 con el nombre de BC Sloboda (palabra que en croata significa "libertad"). El club cambió de nombre en 1950 para denominarse Lokomotiva hasta 1975, cuando pasó a denominarse "Cibona" al adoptar el nombre de su patrocinador, una empresa de alimentación. La inyección económica que supuso la llegada del patrocinador, y la aparición de una extraordinaria generación de jóvenes jugadores croatas permitió que el club viviera sus mayores años de gloria en los años 1980' cuando, liderada por Dražen Petrović, se convirtió en uno de los mejores conjuntos de Europa. Llegó a conquistar dos Copas de Europa, dos Recopas de Europa y una copa Korac, además de dominar claramente el baloncesto yugoslavo. Tras la desintegración de Yugoslavia, el Cibona se ha consolidado como uno de los dos grandes dominadores del baloncesto croata, junto al KK Split y posteriormente el KK Cedevita.
Como curiosidad, indicar que al comienzo de la guerra en los Balcanes en 1991 el equipo se vio obligado a emigrar para poder jugar así sus partidos en una zona con el mínimo de garantías exigidas por la FIBA. Por dicho motivo estuvo jugando durante dos años en España (temporadas 91-92 y 92-93), concretamente en Puerto Real (Cádiz), donde ya había jugado años atrás (1986 y 1987) en el Torneo Internacional de Baloncesto Real Villa de Puerto Real, Memorial Héctor Quiroga, que se celebró entre los años 1984 y 1991 y, que fue considerado en su época como uno de los mejores torneos de verano de baloncesto de España y Europa. En su cenit llegó a ser el torneo veraniego oficial de la Liga ACB, reuniendo en ocasiones en el mismo torneo al campeón de Europa y campeón ACB.
El Cibona ha disputado la Liga Adriática desde su temporada inaugural 2001-02. Fue campeón en 2013-14, y fue subcampeón en 2003-04, 2008-09 y 2009-10.

## Palmarés

### Títulos internacionales
- 2 Copas de Europa:

1985, 1986.
- 2 Recopas de Europa:

1982 y 1987.
- 1 ABA Liga:

2013-14
- 1 Copa Korac:

1971-72
- 1 Supercopa Europea (Torneo Inter. ACEB):

1987

### Títulos nacionales
- Liga de Yugoslavia (3) :

1982, 1984, 1985.
- Copa de Yugoslavia (7) :

1969, 1980, 1981, 1982, 1983, 1986, 1988.
- Liga de Croacia (19) :

1992, 1993, 1994, 1995, 1996, 1997, 1998, 1999, 2000, 2001, 2002, 2004, 2006, 2007, 2009, 2010, 2012, 2013, 2019.
- Copa de Croacia (7) :

1995, 1996, 1999, 2001, 2002, 2009, 2013.

## Jugadores históricos
- Dražen Petrović
- Aleksandar Petrović
- Andro Knego
- Krešimir Ćosić
- Andrija Zizic
- Slaven Rimac
- Mihovil Nakic
- Zoran Cutura
- Franjo Arapovic
- Danko Cvjeticanin
- Vladan Alanovic
- Marko Tomas
- Gordan Giriček

## Entrenadores históricos
- Mirko Novosel
- Željko Pavličević
- Jasmin Repeša